# Morton Brown
Morton Brown  (* 12. August 1931 in New York City; † 3. August 2024 in Bellevue, Washington) war ein US-amerikanischer Mathematiker, der sich mit Topologie beschäftigte.

## Werdegang
Brown promovierte 1958 an der University of Wisconsin bei R. H. Bing. Von 1960 bis 1962 war er am Institute for Advanced Study. Danach lehrte er als Professor an der University of Michigan in Ann Arbor. 1963 wurde er Sloan Research Fellow.
Mit Barry Mazur erhielt er 1965 den Oswald-Veblen-Preis für den Beweis der verallgemeinerten Schoenflies-Vermutung in der geometrischen Topologie, die besagt, dass zweidimensionale Sphären im dreidimensionalen Raum (im Gegensatz zu den eindimensionalen Knoten) immer „entknotet“ werden können (siehe auch Satz von Schoenflies). Er war Fellow der American Mathematical Society.